# Йоканьгское
Йоканьгское или Иокангское (Иоканьгское) — озеро на реке Иоканга в восточной части Мурманской области России. Располагается на территории ЗАТО город Островной.
Площадь озера — 2,98 км².
Находится на высоте 76 м над уровнем моря в нижнем течении Иоканги, пересекающей его с северо-запада на юго-восток. С южной стороны в озеро впадают реки Сытурока и Сентей.

## Данные водного реестра
По данным государственного водного реестра России относится к Баренцево-Беломорскому бассейновому округу, водохозяйственный участок — реки бассейна Баренцева моря от восточной границы бассейна реки Воронья до западной границы бассейна реки Иоканга (мыс Святой Нос). Речной бассейн — бассейны рек Кольского полуострова, впадающих в Баренцево море.
Код объекта в государственном водном реестре — 02010000911101000005694.